# Vit blyblomma
Vit blyblomma (Plumbago zeylanica) är en art i familjen triftväxter och förekommer i gamla världens tropiker. Odlas som krukväxt i Sverige.
Städsegrön perenn ört eller buske, till 100-300 cm. Vanligen med utbrett eller klängande växtsätt, men populationer med upprätta stjälkar förekommer. Bladen är brett lansettlika till elliptiska eller avlånga, (3-)5-8(-13) cm långa och (1,8-)2,5-4(-7) cm breda, kala och tunna. Blommorna kommer 3-70 stycken i axlika klasar på skaft som blir 2-15 cm långa, de är vita eller svagt blåvita, svagt doftande. Fodret är täckt med klibbiga glandelhål. Kronan är femflikig och blir 1,6-1,8 cm i diameter. Blompipen blir 1,8-22 cm lång. Frukten är en avlång kapsel.
Varieteter:
- var. zeylanica - Kronans flikar är rundade, plötslig uddspetsiga.
- var. oxypetala - Kronans flikar är avlångt lansettlika, gradvis uddspetsiga.

## Synonymer
var. zeylanica
- Molubda scandens (L.) Rafinesque, 1838
- Plumbagidium scandens (L.) Spach, 1841
- Plumbago auriculata Blume 1826 nom. illeg.
- Plumbago flaccida Moench, 1794 nom. illeg.
- Plumbago floridana Nuttall, 1822
- Plumbago lactea Salisbury, 1796, nom. illeg.
- Plumbago maximowiczii Gand., 1919
- Plumbago mexicana Kunth, 1818
- Plumbago scandens L., 1762
- Plumbago scandens f. erecta Chodat & Hassler, 1903
- Plumbago scandens var. normalis Kuntze, 1891, nom. inadmiss.
- Plumbago scandens var. densiflora Kuntze, 1891
- Plumbago viscosa Blanco, 1837
- Thela alba Lour., 1790

var. oxypetala Boissier, 1848. 